# Lygodactylus decaryi
Espèce
Statut de conservation UICN

 DD  : Données insuffisantes
Lygodactylus decaryi est une espèce de geckos de la famille des Gekkonidae.

## Répartition
Cette espèce est endémique du Sud de Madagascar. Elle se rencontre dans le massif de l'Angavo.

## Étymologie
Cette espèce est nommée en l'honneur de Raymond Decary.

## Publication originale
- Angel, 1930 : Sur un lézard nouveau de Madagascar, appartenant au genre Lygodactylus. (Matériaux de la mission R. Decary, en 1926). Bulletin de la Société Zoologique de France, vol. 55, p. 253-255.